# فلاویو پینتو دی سوزا
فلاویو پینتو دی سوزا (به پرتغالی: Flávio Pinto de Souza) مدافع اهل برزیل است که در شهر نیتروی و در تاریخ ۱۲ مارس ۱۹۸۰ به دنیا آمده‌است.
فلاویو پینتو دی سوزا در تیم‌های فوتبال Fluminense سابقهٔ حضور دارد.